# Cantuti Castelvetri
I Cantuti Castelvetri sono un'antica famiglia di Modena, che ebbe un ruolo di spicco nelle vicende modenesi e diede i natali a letterati e militari.

## Storia
La famiglia Cantuti si era stabilita a Modena nel XV secolo con Bernardino figlio del Magnifico Giovanni di Alberto de Clericis alias de' Cantú di Milano.
Dal 1535 i Cantuti furono aggregati al patriziato modenese entrando a far parte del Consiglio dei Conservatori (Sapientes) di Modena e vennero iscritti nel «Libro d’oro» della Comunità di Modena.
Cospicui sin dalle origini i parentadi: Landi, Rangoni (Rangoni Machiavelli), Marescotti, Pasolini (Pasolini dall’Onda), Tassoni (Tassoni Estense), Beccaguti.
L'unione dei Cantuti con la famiglia Castelvetri (Castelvetro), avvenne nel 1721, in seguito al matrimonio fra Flaminio Cantuti ed Anna Castelvetri, ultima del suo nome.
Il duca di Modena Rinaldo d'Este volle che il loro figlio Francesco (Gian Francesco), chiamato alla successione dallo zio, il marchese Bernardo Castelvetri, assumesse il cognome materno e ne inquartasse lo stemma.
Nel 1774 i Cantuti Castelvetri vennero ascritti alla nobiltà di Mantova.
Nel 1775 il Duca di Modena Francesco III investì Gian Francesco Cantuti Castelvetri della Contea di Ligonchio e ville dette Ospitaletto, Canova e Pradelle.

## Personaggi illustri
Tra i membri della famiglia Cantuti e Cantuti Castelvetri che si distinsero, ricordiamo:
- Nestore, ministro del duca Cesare d'Este[1]
- Nestore nel 1602 Priore dell'Archiginnasio di Bologna, primitiva sede dell’università felsinea [1] , nel quale è raffigurato tre volte lo stemma della famiglia Cantuti.
- Bernardino (1650), protonotario apostolico[1]
- Francesco (Gian Francesco) Cantuti Castelvetri (1726-1777), poeta,[1] censore e principe dell'Accademia di Modena
- Nestore (1761-1827), comandante del potere esecutivo durante la Repubblica Cispadana
- Nestore (1882-?), generale dei Carabinieri,[1] medaglia d'argento al valor militare nella guerra 1915-1918
- Francesco (1904-1979), economista, comandante della guardia palatina pontificia.[2]